# Radoslaw Welikow
Radoslaw Marinow Welikow (auch Radoslav Marinov Velikov geschrieben, bulgarisch Радослав Маринов Великов; * 2. September 1983 in Kutsina, Provinz Weliko Tarnowo) ist ein bulgarischer Ringer. Er wurde 2006 Weltmeister im freien Stil im Bantamgewicht.

## Werdegang
Radoslaw Welikow begann 1996 als Jugendlicher mit dem Ringen. Er konzentriert sich dabei auf den freien Stil. Seit 1999 gehört er der bulgarischen Nationalmannschaft der Ringer im Nachwuchsbereich und seit 2004 auch der im Seniorenbereich an. Er ist Mitglied von Levski Sofia und wird bzw. wurde von Iwan Tsonow und Simeon Schterew trainiert. Bei einer Größe von 1,59 Metern wiegt er in der Regel etwas über 60 kg. Zu den internationalen Meisterschaften trainiert er aber stets in das Bantamgewicht, das ist die Gewichtsklasse bis 55 kg Körpergewicht ab. Er ist auch in deutschen Ringerkreisen gut bekannt, denn bereits seit mehreren Jahren ringt er in der deutschen Bundesliga für den 1. Luckenwalder SC.
Im Jahre 1999 nahm er erstmals an einer internationalen Meisterschaft, der Junioren-Europameisterschaft (Kadetten = Altersgruppe bis zum 16. Lebensjahr) teil. Er belegte dabei in Lodz in der Gewichtsklasse bis 42 kg Körpergewicht den 14. Platz. Auch bei seinen weiteren Starts bei internationalen Meisterschaften im Juniorenbereich vermochte er keine Medaille zu gewinnen. Seine besten Ergebnisse waren ein 5. Platz bei der Junioren-Europameisterschaft 2000 in Bratislava und ein 6. Platz bei der Junioren-Weltmeisterschaft in Taschkent.
Im Jahre 2004 qualifizierte er sich für die bulgarische Mannschaft für die Olympischen Spiele in Athen. Bei einem Qualifikations-Turnier für diese Spiele in Sofia belegte er dabei im Bantamgewicht den 4. Platz. Dieser Platz reichte für das Startrecht bei den Olympischen Spielen in Athen aus. Dort kam er im Bantamgewicht aber nur zu einem Sieg über Shaun Williams aus Südafrika. Seinen zweiten Kampf verlor er gegen den Chinesen Li Zhengyu, womit er ausschied und auf den 9. Platz kam.
2005 gelang es Radoslaw Welikow sowohl bei der Europameisterschaft in Warna als auch bei der Weltmeisterschaft in Budapest im Bantamgewicht jeweils den 2. Platz zu belegen. Er feierte dabei u. a. Siege über so renommierte Ringer wie Bessarion Gotschaschwili aus Georgien, Ghenadi Tulbea, Moldawien (bei der Weltmeisterschaft) u. Namig Abdullajew aus Aserbaidschan. Die Finalkämpfe verlor er gegen Genadi Tulbea (bei der Europameisterschaft) und gegen Dilschod Mansurow aus Usbekistan (bei der Weltmeisterschaft).
2006 war er nur bei der Weltmeisterschaft in Guangzhou am Start. Mit Siegen über Qiu Yi, China, O Song Nam, Nordkorea, Atscham Achilow, Usbekistan, Samuel Henson, Vereinigte Staaten und Bessik Kuduchow, Russland, gelang es ihm dabei Weltmeister im Bantamgewicht zu werden.
Im Jahre 2007 war er nicht mehr so erfolgreich, gewann aber bei der Europameisterschaft in Sofia im Bantamgewicht immerhin noch eine EM-Bronzemedaille. Er verlor dabei gleich in seinem ersten Kampf gegen Bessik Kuduchow, dem damit die Revanche für die Niederlage gegen ihn bei der Weltmeisterschaft 2006 gelang. Bei der Weltmeisterschaft dieses Jahres in Baku gewann Radoslaw Welikow seinen ersten Kampf gegen Marcel Ewald aus Deutschland, schied aber nach einer Niederlage in seinem zweiten Kampf gegen Dilschod Mansurow aus und kam nur auf den 13. Platz.
Im Olympiajahr 2008 verpasste er durch einen 9. Platz bei der Europameisterschaft in Tampere, wo er nach einer Niederlage gegen Mihran Jaburjan, Armenien, nach dem 2. Kampf ausschied die Olympiaqualifikation. Diese erkämpfte er sich dann allerdings durch den 1. Platz bei einem Olympiaqualifikationsturnier, bei dem er vor Kim Hyo-sub, Südkorea und Namig Sewdimow siegte. In Peking verlor er im Bantamgewicht zwar in seinem ersten Kampf gegen Henry Cejudo aus den Vereinigten Staaten, erkämpfte sich aber mit Siegen über seine alten Rivalen Bessarion Gotschaschwili und Namig Sewdimow noch eine Bronzemedaille.
Auch in den Jahren 2009 und 2010 erkämpfte sich Radoslaw Welikow bei den Europameisterschaften Medaillen. Im Jahre 2009 wurde er in Vilnius im Bantamgewicht nach einer Niederlage gegen Nariman Israpilow, Russland und Siegen über Alexandru Chirtoacă, Rumänien und Mihran Jaburjan dritter Sieger und 2010 kam er in Baku im Bantamgewicht nach Siegen über Juri Ledonow, Ukraine, Vitas Schumakow, Litauen und Wiktor Lebedew, Russland und einer Niederlage gegen Machmud Magomedow, Aserbaidschan sogar auf den 2. Platz. Bei den Weltmeisterschaften 2009 in Herning/Dänemark kam er auf den 12. Platz und bei der Weltmeisterschaft 2010 in Moskau erreichte er den 7. Platz.
Keinen Erfolg hatte Radoslaw Welikow Marinow bei der Europameisterschaft 2011 in Dortmund. Er unterlag dort in der Qualifikation gegen Mihran Jaburjan (1:2 Runden, 4:5 Punkte), kam aber aufgrund dieses guten Punkteverhältnisses noch auf den 11. Platz. Wesentlich erfolgreicher war er bei der Weltmeisterschaft in Istanbul, denn er erkämpfte sich dort mit Siegen über Andres Quispe Fajardo, Chile, Wlasislaw Andrejew, Belarus, Hassan Rahimi, Iran, Wladimer Chintschegaschwili, Georgien und Nicholas Simmons, USA, bis in das Finale vor, in dem er allerdings gegen Wiktor Lebedew aus Russland verlor.
2012 gewann Radoslaw Welikow bei der Europameisterschaft in Belgrad hinter Dschamal Otarsultanow aus Russland und Bessarion Gotschaschwili aus Georgien eine weitere Medaille. Eine solche verpasste er aber dann knapp bei den Olympischen Spielen in London. Dort kam er zu einem Sieg über Nikolai Nojew, Tadschikistan, verlor dann gegen Wladimer Chintschegaschwili, siegte über Ibrahim Farag Abdelhaldim Mohamed aus Ägypten und Amit Kumar aus Indien, verlor aber den entscheidenden Kampf um eine Bronzemedaille gegen Shinichi Yumoto aus Japan.

## Internationale Erfolge
| Jahr | Platz  | Wettbewerb                                 | Gewichtskl.  | Ergebnis |
| 1999 | 14.    | Junioren-WM (Cadets) in Lodz               | bis 42 kg KG | Sieger: Yogeshwar Dutt, Indien vor Yasser Khalpoir, Iran |
| 2000 | 5.     | Junioren-EM (Cadets) in Bratislava         | bis 46 kg KG | Sieger: Ersin Burak, Türkei vor Mawlet Batirow, Russland |
| 2001 | 6.     | Junioren-WM in Taschkent                   | bis 50 kg KG | Sieger: Amiran Elbakidse, Georgien vor Mawlet Batirow |
| 2002 | 8.     | Junioren-EM in Tirana                      | bis 50 kg KG | Sieger: Amiran Elbakidse vor Adam Batirow, Russland |
| 2003 | 11.    | Junioren-WM in Istanbul                    | Bantam       | nach einer Niederlage gegen Ersin Cetin, Türkei u. Siegen über Alexander Hrybouski, Belarus u. Florin Buga, Rumänien                                                                                        |
| 2004 | 4.     | Olympiaqualifikationsturnier in Sofia      | Bantam       | hinter Yogeshwar Dutt, Kim Hyo-sub, Südkorea u. Aljaksandr Kantojeu, Russland |
| 2004 | 9.     | OS in Athen                                | Bantam       | nach einem Sieg über Shaun Williams, Südafrika und einer Niederlage gegen Li Zhengyu, China |
| 2005 | 1.     | Beloglasow-Turnier in Kaliningrad          | Bantam       | vor Serikbajew, Kasachstan, Koksegenow u. Michailow, bde. Russland |
| 2005 | 2.     | EM in Warna                                | Bantam       | nach Siegen über Francisco Javier Sanchez Parra, Spanien und Bessarion Gotschaschwili, Georgien und einer Niederlage gegen Ghenadie Tulbea, Moldawien                                                       |
| 2005 | 2.     | WM in Budapest                             | Bantam       | nach Siegen über Ghenadie Tulbea, Taghi Dadashi, Iran, Jon Hyon-guk, Nordkorea und Namig Abdullajew, Aserbaidschan und einer Niederlage gegen Dilschod Mansurow, Usbekistan                                 |
| 2006 | 2.     | Golden Grand Prix in Baku                  | Bantam       | hinter Dilschod Mansurow, vor Samuel Henson, USA u. Namig Sewdimow, Aserbaidschan |
| 2006 | 1.     | WM in Guangzhou                            | Bantam       | nach Siegen über Yi Qin, China, O Song Nam, Nordkorea, Atscham Achilow, Usbekistan, Samuel Henson, USA und Bessik Kuduchow, Russland                                                                        |
| 2007 | 1.     | Kiew-International                         | Bantam       | vor Opan Sat u. Michail Sacharow, bde. Russland u. Namig Sewdimow |
| 2007 | 3.     | EM in Sofia                                | Bantam       | nach einer Niederlage gegen Bessik Kuduchow und Siegen über Mihran Jaburjan, Armenien, Namig Sewdimow, Aserbaidschan und Bessarion Gotschaschwili, Georgien                                                 |
| 2007 | 13.    | WM in Baku                                 | Bantam       | nach einem Sieg über Marcel Ewald, Deutschland und einer Niederlage gegen Dilschod Mansurow |
| 2008 | 9.     | EM in Tampere                              | Bantam       | nach einem Sieg über Bessarion Gotschaschwili und einer Niederlage gegen Mihran Jaburjan |
| 2008 | 1.     | Olympiaqualifikationsturnier               | Bantam       | vor Kim Hyo-sub u. Namig Sewdimow |
| 2008 | Bronze | OS 2008 in Peking                          | Bantam       | nach einer Niederlage gegen Henry Cejudo, USA u. Siegen über Bessarion Gotschaschwili u. Namig Sewdimow |
| 2009 | 3.     | EM in Vilnius                              | Bantam       | nach einer Niederlage gegen Nariman Israpilow, Russland u. Siegen über Alexandru Chirtoacă, Moldawien und Mihran Jaburjan, Armenien                                                                         |
| 2009 | 12.    | WM in Herning/Dänemark                     | Bantam       | nach einem Sieg über Luis Alexander Ibanez Rojas, Kuba u. einer Niederlage gegen Wiktor Lebedew, Russland                                                                                                   |
| 2010 | 2.     | EM in Baku                                 | Bantam       | mit Siegen über Juri Ledenow, Ukraine, Vitas Schumakow, Litauen u. Wiktor Lebedew u. einer Niederlage gegen Machmud Magomedow, Aserbaidschan                                                                |
| 2010 | 5.     | Golden-Grand-Prix in Baku                  | Bantam       | hinter Shinichi Yumoto, Japan, Nariman Israpilow, Bessarion Gotschaschwili u. Angel Escobedo, USA |
| 2010 | 7.     | WM in Moskau                               | Bantam       | mit Sieg über Andrei Dukow, Rumänien, Niederlage gegen Wiktor Lebedew, Sieg über Nasibulla Kurbanow, Usbekistan u. Niederlage gegen Kim Hyo-sub                                                             |
| 2011 | 2.     | Yasar-Dogu-Memorial in Istanbul            | Bantam       | hinter Wladimer Chintschegaschwili, Georgien, vor Michail Osip, Russland u. Mihran Jahburjan |
| 2011 | 3.     | Dan Kolow-Nikola Petrow-Memorial in Burgas | Bantam       | hinter Namik Soerdumzadeh, Aserbaidschan u. Wladislaw Petrow, Russland |
| 2011 | 11.    | EM in Dortmund                             | Bantam       | nach einer Niederlage gegen Mihran Jaburjan (1:2 Runden, 4:5 Punkte) |
| 2012 | 9.     | Golden-Grand-Prix in Baku                  | Feder        | Sieger: Selimchan Huseinow vor Agahüseyin Mustafejew, beide Aserbaidschan |
| 2011 | 5.     | Intern. Turnier in Kiew                    | Bantam       | hinter Mihran Jaburjan, Dilschod Mansurow, Alexandru Chirtoacă, Moldawien und Daulet Nijasbekow, Kasachstan                                                                                                 |
| 2011 | 2.     | WM in Istanbul                             | Bantam       | nach Siegen über Andres Quispe Fajardo, Chile, Wladislaw Andrejew, Belarus, Hassan Rahimi, Iran, Wladimer Chintschegaschwili und Nicholas Simmons, USA und einer Niederlage gegen Wiktor Lebedew            |
| 2011 | 3.     | Moscow-Lights                              | Bantam       | hinter Nariman Israpilow und Pjotr Siwzew, beider Russland und Machmud Magomedow, Aserbaidschan |
| 2012 | 5.     | Dan Kolow-Nikola Petrow-Memorial in Sofia  | Feder        | hinter Anatoli Guidea und Wladimir Dubow, beide Bulgarien, Nikolai Nojew, Tadschikistan und John Pineda, USA                                                                                                |
| 2012 | 3.     | EM in Belgrad                              | Bantam       | hinter Dschamal Otarsultanow, Russland und Bessarion Gotschaschwili, gemeinsam mit Ahmet Peker, Türkei |
| 2012 | 5.     | OS in London                               | Bantam       | nach Sieg über Nikolai Nojew, Niederlage gegen Wladimer Chintschegaschwili, Siegen über Ibrahim Farag Abdelhaldim Mohamed, Ägypten und Amit Kumar, Indien und einer Niederlage gegen Shinichi Yumoto, Japan |

## Bulgarische Meisterschaften
(soweit bekannt)
| Jahr | Platz | Gewichtskl. | Ergebnis                                                               |
| 2007 | 1.    | Feder       | vor Ismail Redzhep u. Dobri Atanasow                                   |
| 2009 | 5.    | Feder       | hinter Ismail Redzhep, Krasimir Krastanow, Serfet Ferad u. Iwan Dobrew |
| 2010 | 3.    | Feder       | hinter Anatoli Guidea u. Wolodimir Dubowoi                             |

## Erläuterungen
- alle Wettbewerbe im freien Stil
- OS = Olympische Spiele, WM = Weltmeisterschaften, EM = Europameisterschaften
- Bantamgewicht bis 55 kg, Federgewicht bis 60 kg Körpergewicht